# ろくぶんぎ座A
ろくぶんぎ座A（ろくぶんぎざA、英: Sextans A）は、ろくぶんぎ座の方角に位置する矮小不規則銀河。面積あたりの明るさが低い低表面輝度銀河としても分類される。天の川銀河が属する局所銀河群の外縁部に位置しているが、局所銀河群に属する銀河であるか否かは議論が分かれている。